# Syndrome d'Erasmus
En pneumologie et en médecine interne, le syndrome d'Erasmus associe :
1. une exposition à la silice avec ou sans silicose
2. une sclérodermie générale progressive

Ce syndrome rare, décrit en 1957  en Afrique du Sud, touche particulièrement les mineurs exposés aux poussières de silice. 